# Monapo
Monapo és un municipi de Moçambic, situat a la província de Nampula. En 2007 comptava amb una població de 43.160 habitants. És la seu del districte de Monapo.